# Dziadek do orzechów (film 2004)
Dziadek do orzechów (niem. Nussknacker und Mausekönig, ros. Shchelkunchik, ang. The Nutcracker and the Mouseking, 2004) – niemiecko-rosyjsko-amerykański film animowany na podst. powieści Dziadek do orzechów E.T.A. Hoffmanna.

## Fabuła
XIX-wieczny Petersburg. Samozwańczy król myszy, Myszard Lwie Serce wraz ze swymi sługami, Koglem i Moglem śledzi magiczną karetę z czarodziejem Drosselmeierem. Tam kareta Drosselmeiera przemienia w się w sklep z zabawkami, co przyciąga uwagę dwójkę dzieci – Klarę i jej młodszego brata Mikołaja. Uwagę Klary przyciąga dziadek do orzechów o wyglądzie arystokraty, co spotyka się z kpinami Mikołaja. Drosselmeier zaczyna opowiadać historię zabawki.
Przed laty żył rozpieszczony i samolubny książę, o którym mówiono, że miał serce z drewna. Drosselmeier będący stryjem księcia strofuje go za naganne zachowanie i chcąc go nauczyć dorosłości mówi mu o magicznym orzechu Krakatuk spełniającym wszystkie życzenia. Rozmowie przysłuchuje się król myszy zazdroszczący bogactwa księcia i udaje się do swej ciotki, Mysibaby. Opowiada mu o tym, jak Drosselmeier uczynił ją kaleką i nakazuje odnalezienie orzechu za wszelką cenę, gdyż dzięki niemu to myszy będą rządzić światem. Obdarzony magiczną siłą król myszy udaje się na przyjęcie z okazji wigilię Bożego Narodzenia. Drosselmeier ofiaruje księciu orzech Krakatuk, jednak książę wzgardzony wyrzuca go do komina i żąda, by sala zapełniła się zabawkami. Niestety wszyscy zmieniają się w zabawki, a książę w dziadka do orzechów. Od tej pory Drosselmeier przemierza cały świat, by znaleźć ratunek dla księcia.
O ile Mikołaj jest znudzony opowieścią, tak Klara jest oczarowana i pyta, czy można zrobić coś dla dziadka do orzechów. Drosselmeier mówi, że istnieje drugi orzech, który rośnie w dalekim kraju zwanym Krainą Snów i dojrzewa tylko raz w Boże Narodzenie, a także tylko marzycielka o czystym sercu może pomóc księciu. Sugeruje, że Klara może być tą osobą. Podsłuchujący Kogiel i Mogiel udają się tramwajem z wieściami do swego władcy, w drodze wdając z filozoficzną dyskusję.
Cała trójka trafia do domu Klary, która zakupiła dziadka do orzechów. Nocą matka Klary bierze dziadka do orzechów do salonu do reszty prezentów wigilijnych. Zbudzona Klara dociera do salonu i zastanawia się, czy dziadek do orzechów sam tam dotarł. Wkrótce dzięki magii Drosselmeiera zabawki ożywiają. Król myszy wobec tego ujawnia się Klarze i wzywa magiczną mysią armię. Dziadek do orzechów wzbrania się przed walką, jednak zabawkowy generał podnosi morale reszcie i przegania myszy. Jednak nadciąga druga i większa fala mysiej armii. Nagle do salonu reszta rodziny Klary, a myszy korzystając z chwili porywają dziadka do orzechów. Nikt nie wierzy Klarze biorąc to za kolejną jej fantazję. Klara zostaje odesłana do swego pokoju zamkniętego na klucz.
Zabawki widząc porwanego dziadka do orzechów wybiegają z domu. Klara udaje się za nimi uciekając z pokoju przez okno, jednak przez magię Mysibaby jej droga jest wciąż mylona. Na pomoc przybywa złoty kogut Drosselmeiera i Klara odnajduje trop w opuszczonej kapliczce. Tam mysi król chce zmusić dziadka do orzechów do ujawnienia drogi do Krainy Snów. Jednak termity służące do tortur zjada kogut Drosselmeiera pod postacią wrony. Gdy myszy chcą zagrozić ogniem, wywołują pożar. W porę Klara ratuje dziadka do orzechów i biegnie z nim do sklepu zabawkarskiego Drosselmeiera. Inne zabawki chcą dogonić Klarę, ale zostają zniszczone przez myszy.
Sklep jest zamknięty, ale kamienne lwy wskazują Klarze inne wejście. Dociera ona do tajemnej pracowni Drosselmeiera, który przybył ze zniszczonymi zabawkami. Dziadek do orzechów czując wyrzuty sumienia z pomocą serca naprawia zabawki. Drosselmeier przestrzega Klarę, że gdy minie północ, Krakatuk straci swą moc. Klara zauważa, że zostało zbyt mało czasu, by odnaleźć Krainę Snów, jednak Drosselmeier mówi jej, że prawdziwa marzycielka znajdzie drogę. Klara znajduje bramę do Krainy Snów w swoim domu i wraz z dziadkiem do orzechów dociera do niego za pomocą luster.
Czeka także na nich mysia armia. Dziadek do orzechów chce ochronić Klarę i wspomaganą zabawkowym wojskiem Drosselmeiera. Dziadek do orzechów używa zapasy ze spiżarni jako amunicję przeciw łakomym myszom, dzięki czemu nie są w stanie walczyć. Rozjuszony król myszy toczy walkę z dziadkiem do orzechów, który więzi go w bucie. Klara i dziadek do orzechów wchodzą na kredens będący bramą do Krainy Snów. Magia Mysibaby uwalnia króla myszy, który podąża tropem swych wrogów. Na szczycie kredensu Klara, dziadek do orzechów i śledzący ich król myszy docierają do Krainy Snów. W końcu wszyscy docierają do choiny, u szczytu której znajduje się drugi Krakatuk. Dochodzi do ponownego pojedynku dziadka do orzechów z królem myszy, gdzie zostaje strącony Krakatuk. Dziadek do orzechów ma już pomyśleć życzenie, gdy król myszy grozi zrzuceniem Klary w przepaść. Dziadek decyduje oddać orzech swemu wrogowi i rusza na pomoc Klarze. Niecierpliwy król myszy wypowiada życzenie zostania władcą zabawek, przez co zmienia w ozdobę świąteczną.
Klara opłakuje przegraną w swym salonie, gdzie pojawia się jej matka. Ta pociesza córkę i prosi ja przyszykowanie się do balu. Drosselmeier znajduje dziadka do orzechów, którego bardziej martwi rozpacz Klary niż brak ludzkiej formy. Bal nie polepsza nastroju Klary. Drosselmeier zachęca dziadka do orzechów do towarzyszenia Klarze. W trakcie drogi dziadek do orzechów odzyskuje swoją prawdziwą postać. Zły urok zostaje zdjęty także z poddanych księcia. Kogiel i Mogiel zabierają zmienionego króla myszy i stwierdzają, że tę historię warto jakoś upamiętnić.

## Obsada głosowa
| Postać | Wersja niemiecka  | Wersja rosyjska     | Wersja amerykańska | Wersja polska          |
| --- | ----------------- | ------------------- | ------------------ | ---------------------- |
| Dziadek do orzechów / książę | Moritz Günther    | Jewgienij Mironow   | Wesley Singerman   | Robert Kudelski        |
| Dziadek do orzechów / książę | Moritz Wagner     | Jewgienij Mironow   | Wesley Singerman   | Robert Kudelski        |
| Klara | Florence Joy      | Marina Aleksandrowa | Lia Sargent        | Beata Olga Kowalska    |
| król myszy Myszard Lwie Serce | Wolfgang Völz     | Jefim Szyfrin       | Leslie Nielsen     | Ryszard Kotys          |
| Kogiel | Rufus Beck        | Jurij Galcew        | Robert Hays        | Janusz Łuczak          |
| Mogiel | Hannes Jaenicke   | Aleksandr Żygałkin  | Fred Willard       | Grzegorz Pawlak        |
| Drosselmeier | Volker Brandt     | Gieorgij Taratorkin | Eric Idle          | Mariusz Siudziński     |
| Mikołaj | Johaness Bachmann | Wadim Aronow        | Tanner Richie      | Zuzanna Wierzbińska    |
| Mysibaba | Doris Gallart     | Marija Aronowa      | Jessica Gee-George | Jolanta Jackowska-Czop |
| matka | Marina Köhler     | Olga Ostroumowa     | Cindy Robinson     | Beata Olga Kowalska    |
| ojciec | Ingo Lenßen       | Gieorgij Taratorkin | Tony Pope          | Paweł Siedlik          |
| lalka / niania | Marion Hartmann   | Marija Aronowa      | Mari Devon         | brak danych            |
| kukiełka / fryzjer | Frank Schaff      | brak danych         | Richard Cansino    | Jerzy Michalski        |
| sułtan / kucharz | Norbert Gastell   | brak danych         | Danny Mann         | Paweł Siedlik          |
| włóczka / krawcowa | Tina Bordihn      | brak danych         | Michelle D. Wolf   | brak danych            |
| generał | Gudo Hoegel       | brak danych         | Tony Pope          | Paweł Siedlik          |
| Opracowanie: Studio Lingua Reżyseria i dialogi: Krzysztof Staroń Dźwięk: Robert Buczkowski Zgranie Dolby Digital: Tomasz Dukszta W pozostałych rolach: Anna Kłyż, Jarosław Zalewski, Agnieszka Rachowska Lektor: Grzegorz Pawlak |                   |                     |                    |                        |